# Barracris
Barracris is een geslacht van rechtvleugeligen uit de familie veldsprinkhanen (Acrididae). De wetenschappelijke naam van dit geslacht is voor het eerst geldig gepubliceerd in 1964 door Gurney, Strohecker & Helfer.

## Soorten
Het geslacht Barracris  is monotypisch en omvat slechts de volgende soort:
- Barracris petraea (Gurney, Strohecker & Helfer, 1964)